# Olympic Kingsway
Der Olympic Kingsway Sports Club,  oft auch als Kingsway Olympic referenziert, ist ein australischer Fußballverein aus der westaustralischen Hauptstadt Perth. Der 1953 von mazedonischen Einwanderern gegründete Verein spielte mehrere Jahrzehnte in der höchsten Spielklasse von Western Australia und gewann 1978 sowie 1980 die Bundesstaatsmeisterschaft, tritt aber seit 2000 nur noch unterklassig an.

## Geschichte
Der Klub wurde 1953 unter dem Namen Olympic Macedonia von mazedonischen Einwanderern gegründet und gehörte ab 1959 der höchsten Spielklasse des Bundesstaates Western Australia an. Lange Zeit belegte der Klub Mittelfeld-Platzierungen, bevor 1978 erstmals der Gewinn der Meisterschaft gelang, ein Erfolg der zwei Jahre später wiederholt werden konnte. Bei beiden Titelgewinnen war man punktgleich mit Spearwood Dalmatinac, hatte aber den besseren Torquotienten. 1978 erfolgte zudem auch die Umbenennung in Olympic Kingsway, weil der westaustralische Fußballverband ethnische Namen nur noch in Ausnahmefällen zuließ. Auf die Wurzeln des Klubs deutet aber weiterhin eine im Vereinswappen enthaltene makedonische Krone hin. 1985 stieg Olympic Kingsway erstmals in der Vereinsgeschichte aus der obersten Spielklasse ab, kehrte aber nach einer Saison wieder zurück, ein Vorgang der sich 1994 wiederholte. 1999 stieg die Mannschaft, die wegen ihrer grünen Trikots auch als „The Green Machine“ bezeichnet wird, zum dritten Mal aus der Western Australia Premier League ab und kehrte seither nicht mehr in die höchste Spielklasse zurück. 2005 konnte sich der Klub auch nicht mehr in der Semi-Pro First Division halten und rutschte in das Amateurlager ab. 
Insbesondere Ende der 1990er begannen eine Reihe australischer Profifußballer im Jugendbereich von Kingsway und machten dort in einigen Fällen auch ihre ersten Schritte im Erwachsenenbereich, darunter Chris und Jamie Coyne, Jamie Harnwell, Nik Mrdja, Nick Ward, Stan Lazaridis, Richard Garcia und Daniel De Silva.

## Spielstätten
Die erste Spielstätte von Olympic Kingsway befand sich in der Wellington Street in East Perth. In der Folge wechselte der Klub mehrfach seine Heimstätte, spielte im Memorial Park in Mount Yokine, im Velodrome in Mount Hawthorn und in Perry Lakes. Seit 1974 spielt der Klub in Kingsway Reserve im Vorort Landsdale.